# 亞美尼亞文化
亞美尼亞文化，是指外高加索國家亞美尼亞的文化和風俗；當地的文化涵蓋很多元素，例如文學、建築、舞蹈等，這些元素都是基於亞美尼亞的地理環境:63。
亞美尼亞在1922至1936年為外高加索蘇維埃社會主義聯邦共和國的一部分；1922年12月30日，外高加索蘇維埃社會主義聯邦共和國和俄罗斯苏维埃联邦社会主义共和国、乌克兰苏维埃社会主义共和国、白俄罗斯苏维埃社会主义共和国共同組成了蘇維埃社會主義共和國聯盟。自此至苏联在1991年解體，亞美尼亞文化長期受到蘇聯的影響。除此以外，亞美尼亞文化亦受西方文化、基督教文化等外來文化的影響，同時感染到格魯吉亞建築、意大利飲食等外國文化。
苏联解體後，獨立的亞美尼亞經濟疲弱、腐敗問題嚴重，社會氣氛惡化，窒礙文化藝術的發展。亞美尼亞共和國設有文化部，負責向公眾解釋和執行涉及文化的政策，當前的文化部部長為哈斯米克·波格霍相。亞美尼亞政府向年青一代推廣文化保育的工作得到國際亞美尼亞社群的支持:59；此外，亞美尼亞境內有超過4000件不同時期的古蹟，也有很多文藝作品，故有「露天博物館」之稱。

## 文學和語言

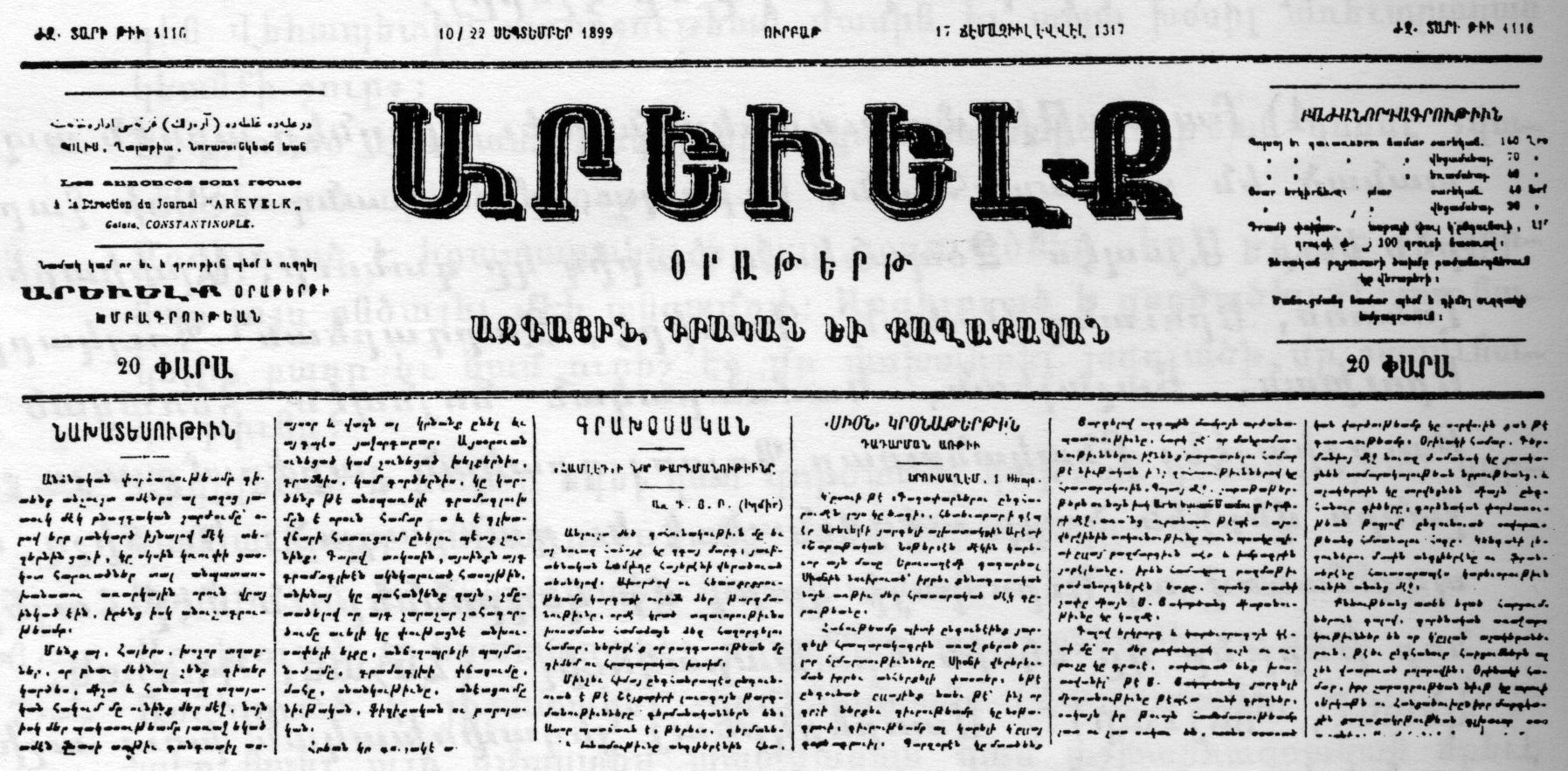
一份亞美尼亞語報紙

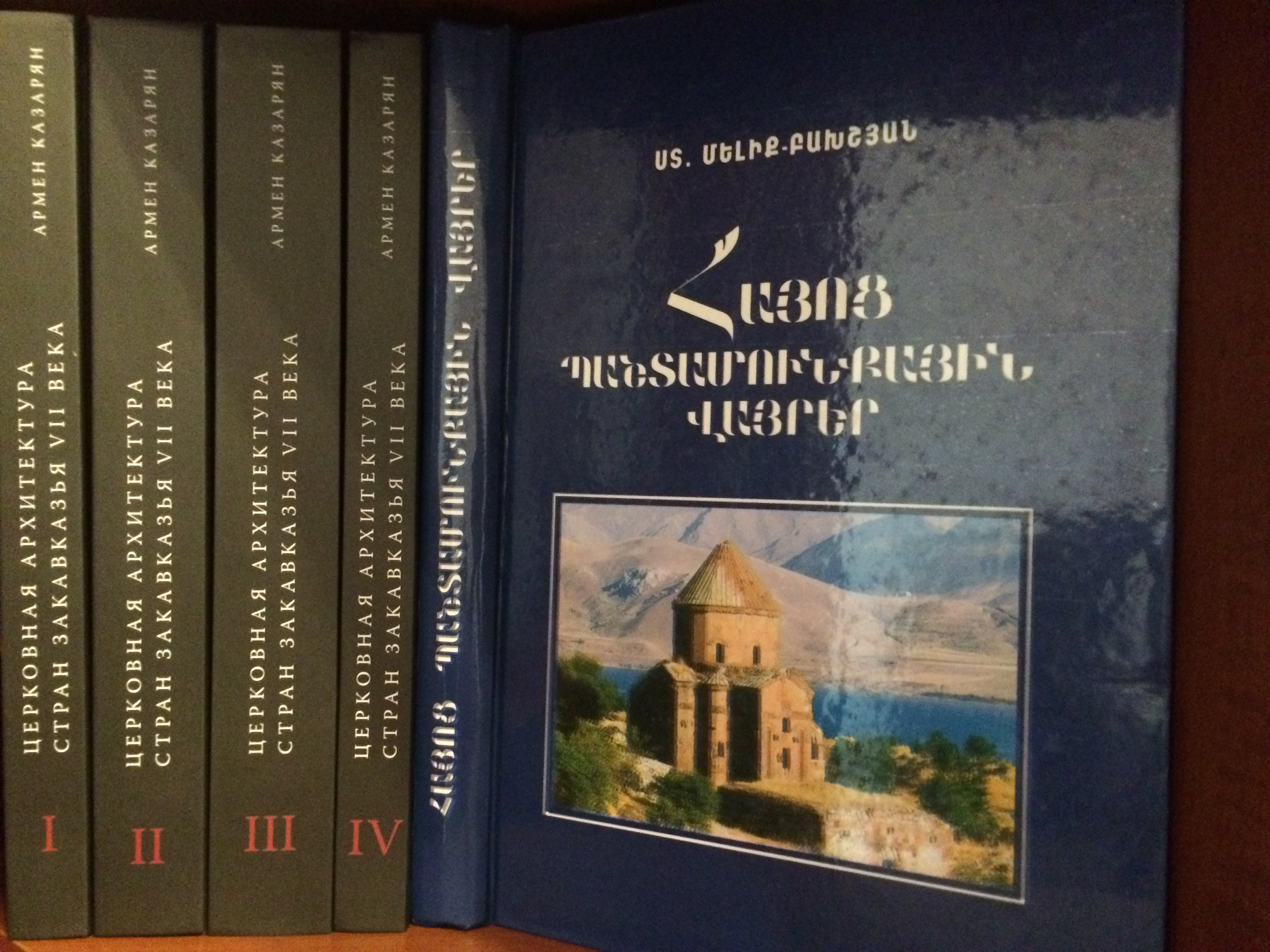
一本亞美尼亞語書籍

### 10世纪前
亞美尼亞文學於公元401年開始:65。
有證據顯示亞美尼亞口頭文學早於5世紀已經存在，當時亞美尼亞字母尚未被發明，而書面亞美尼亞文學在亞美尼亞字母被發明前尚未存在:65。亞美尼亞字母面世前，當地人以外國的語言記錄本土的神話故事，並把這些故事口耳相傳。
丹尼爾主教是最旱有意發明亞美尼亞字母的人；他創造了一個基於亞蘭字母的字母系統，但這些字母不適合用來代表亞美尼亞語的語音，他的發明因此失敗:41。聖梅斯羅布為亞美尼亞字母的發明者，他創造了一套獨一無二的字母系統；這字母系統共有36個字母，用以代表亞美尼亞語的語音，與當時任何其他字母系統均不同:87。同時，聖梅斯羅布也制定了亞美尼亞語的文法和不成文的語法規則:110。
五世紀時，亞美尼亞語法學家達維德發展了一套語源學理論，又廢除狄俄尼索斯·特拉克斯訂下的語法規則，另一名亞美尼亞語言學家莫謝斯·克爾托哈海拉則對亞美尼亞語的語音特色作研究；斯捷潘諾斯·孫涅齊是六世紀時的著名亞美尼亞語言學家，他的研究範圍包括語音學和語源學。
亞美尼亞文學在4世紀末年處於「黃金時期」。聖涅爾謝斯一世在公元374至383年為卡托利科斯，他大力推動教育，又增建學校和修院，後來幾名當權者也致力增強國力，令亞美尼亞文風興盛:63。當時的學生到海外留學，回國後建立受基督教影響的文學派別；而黃金時期的亞美尼亞文學作品包括聖經注釋和翻譯作品:201–202。

### 10世纪至蘇聯成立

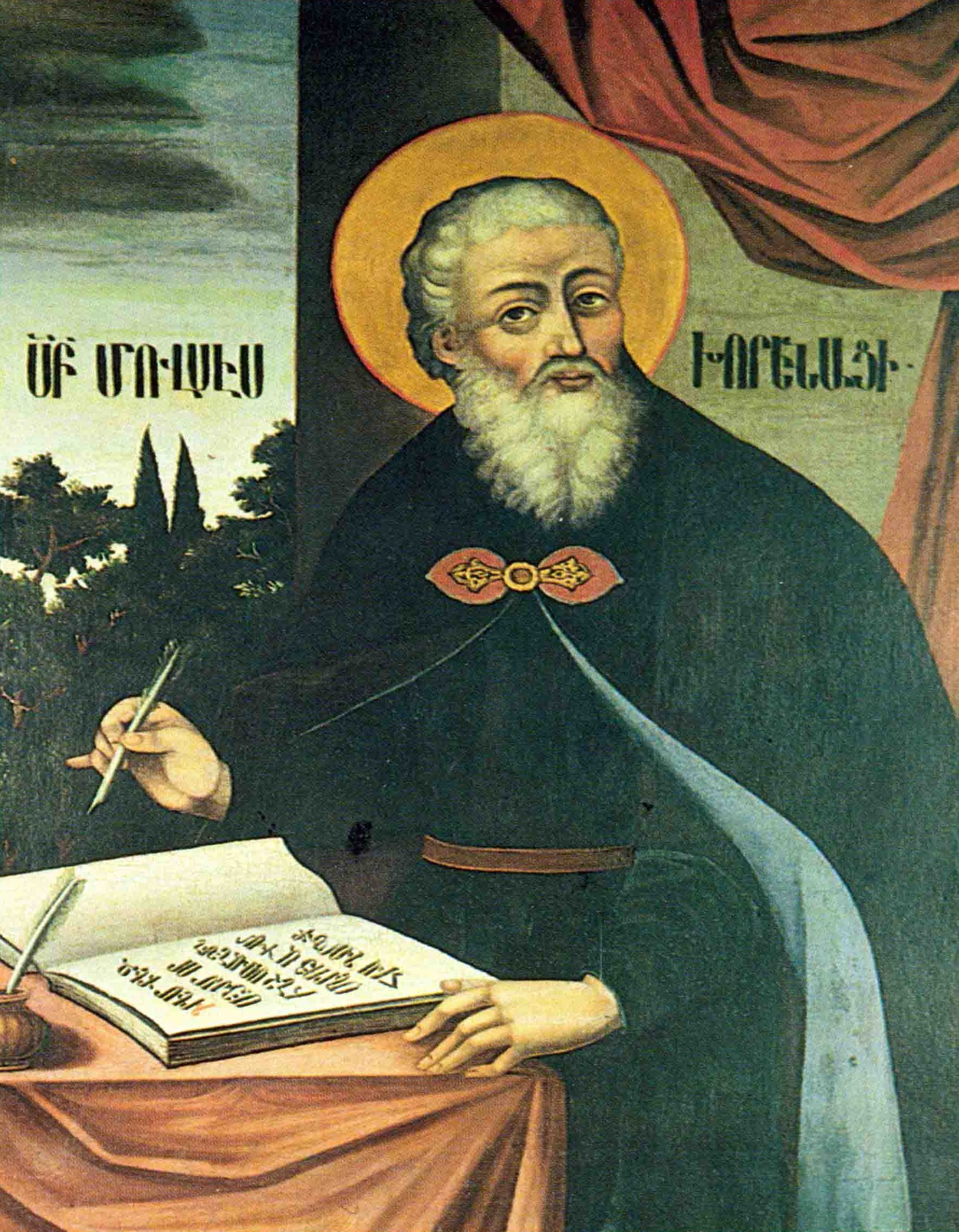

12至14世紀，亞美尼亞成為獨立國家，而亞美尼亞文學亦因此步入「白銀時期」:225。涅爾謝斯·什諾爾哈利被認為是銀色時期開始時最優秀的作家，他是首名撰寫長篇詩歌的亞美尼亞人，並在詩歌中使用押韻的手法，著有一首關於亞美尼亞歷史的敘事詩:225。亞美尼亞文學在18世纪時因商人網絡崛起和印刷的普及而再度復興，但這次的文學復興主要發生在加爾各答、維也納、莫斯科等亞美尼亞僑民居住地，而非在現今的亞美尼亞境內。
1828年，亞美尼亞成為俄羅斯帝國的領土，大量亞美尼亞人因此移居到莫斯科等俄國城市或其他歐洲國家，令亞美尼亞語报章在外地變得普及；1860年，居土耳其的亞美尼亞人被授予行憲的權力，開始發展文學:263。從此，亞美尼亞文學分為俄式和土耳其式兩大派別：俄式亞美尼亞文學以第比利斯為中心，土耳其亞美尼亞人的文學中心則為君士坦丁堡和士麦那，兩個派別均有語言上的特色:263；西亞美尼亞文學的誕生則要歸功於曾接受良好教育的知識分子，他們領導當時的文人革新亞美尼亞語。
1915年至1917年間，奧斯曼帝國對其轄境內的亞美尼亞人進行種族屠殺，不少上文所述的西亞美尼亞知識分子遭到殺害，一些亞美尼亞作家和出版業者則被逮捕；西亞美尼亞文學因此瀕臨消亡，但中東、北美等地的亞美尼亞僑民仍繼續進行文學創作。

### 蘇聯時期及現代

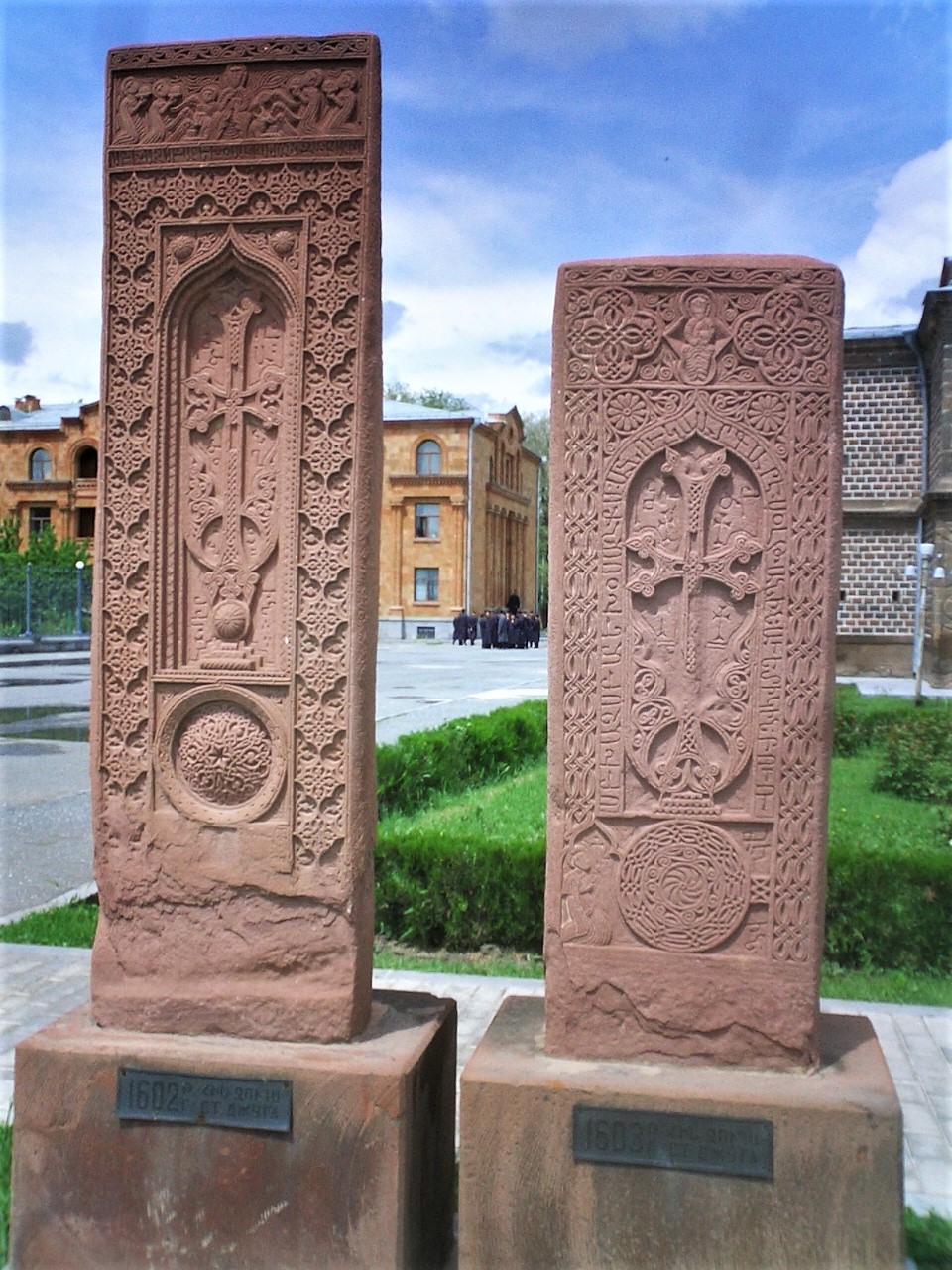
亞美尼亞十字架石

蘇聯時期，亞美尼亞的文學出現了大幅度的轉變，在主題、形式和思想上均與蘇聯文學非常相似，失去民族特色:99；意識形態在亞美尼亞文學中佔有非常重要的席位。斯大林掌權時期，文學作品的用詞遭到限制，不可提及「亞美尼亞卡拉巴赫」、「亞美尼亞纳希切万」等地名:102（斯大林曾批准將納希切萬和納戈爾諾－卡拉巴赫劃分給阿塞拜疆苏维埃社会主义共和国）；不少作家在大清洗期間被捕和遭到驅逐出境。他死後，亞美尼亞文學回復民族特色，但蘇聯對亞美尼亞文學作品的審查仍然持續:104。蘇聯語言政策對亞美尼亞語的影響不大，雖然有俄語詞彙被引入到亞美尼亞語、一些亞美尼亞家長又寧願送子女到俄語學校求學，但亞美尼亞語仍是亞美尼亞蘇維埃社會主義共和國的官方語言:123；不過，蘇聯在第二次世界大戰時在亞美尼亞大力推廣俄語教學，努力讓更多當地人學習俄語，因為當時有很多亞美尼亞青年因不諳俄語而聽不懂軍令:163。
蘇聯解體後，亞美尼亞政府決心讓亞美尼亞語重新普及，又嚴防亞美尼亞語受到外國語文影響，喪失本土特色，因此保留具爭議性的亞美尼亞語文法:122–123。截至21世紀初，全球約有670萬人操亞美尼亞語，其中約340萬人居於亞美尼亞，其餘人口則居於格魯吉亞、俄羅斯、伊朗等地。至今，亞美尼亞語和文學仍然是亞美尼亞文化的重要一環；當代的亞美尼亞作家包括詩人彼得·巴拉希揚、小說家維肯·別爾別良等。
用於書寫或印刷亞美尼亞語的字体具有重大文化價值，目前是當地文物遺產之一；不少傳統字體在印刷字型的出現後遭到棄用，故電子化字体是當地人保存字体的重要方法。亞美尼亞設有專責保存字体的部門，負責把舊有的印刷字體電子化和分類，也會開發新的電腦字型。

## 視覺藝術

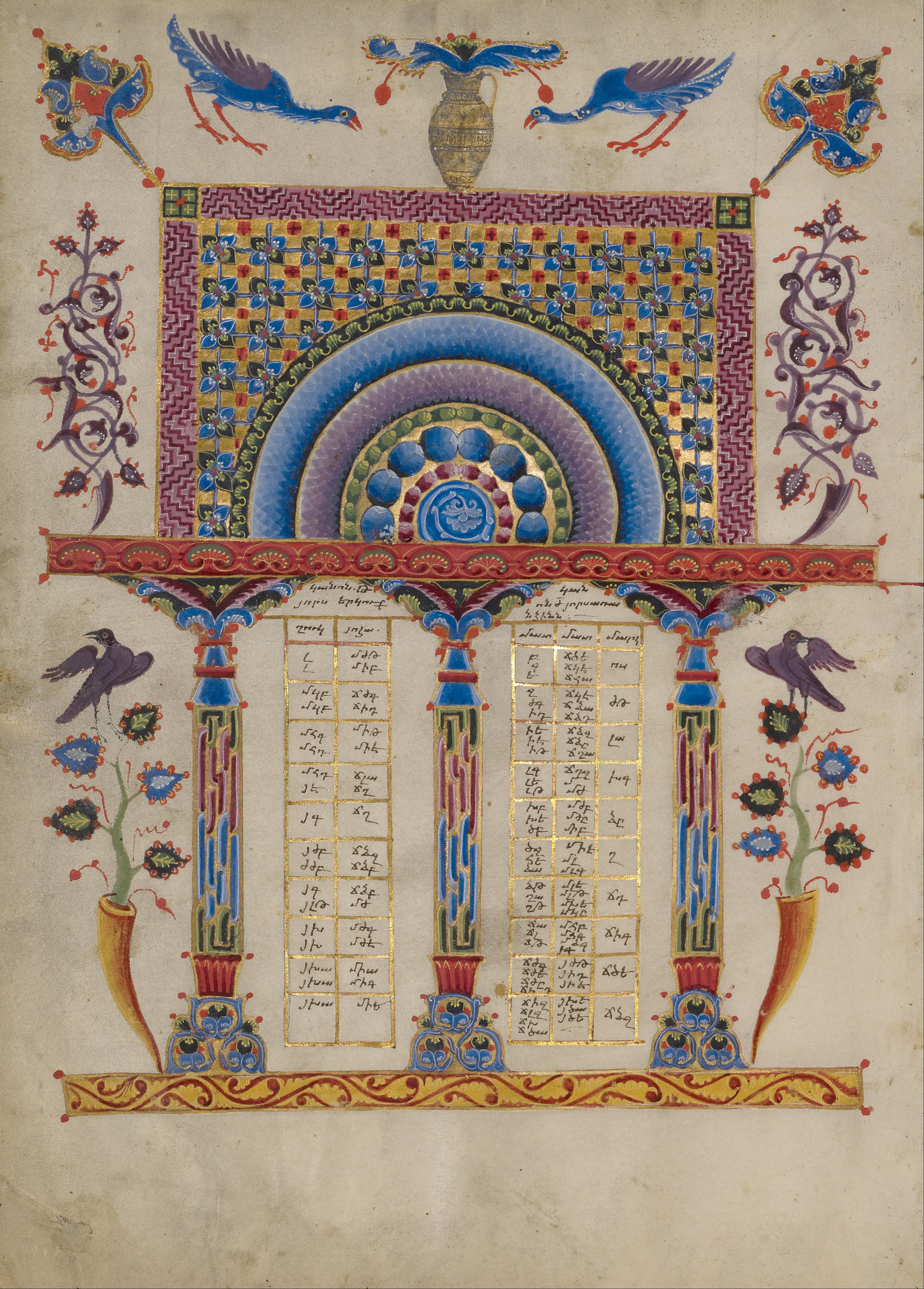
一份亞美尼亞13世紀手抄本

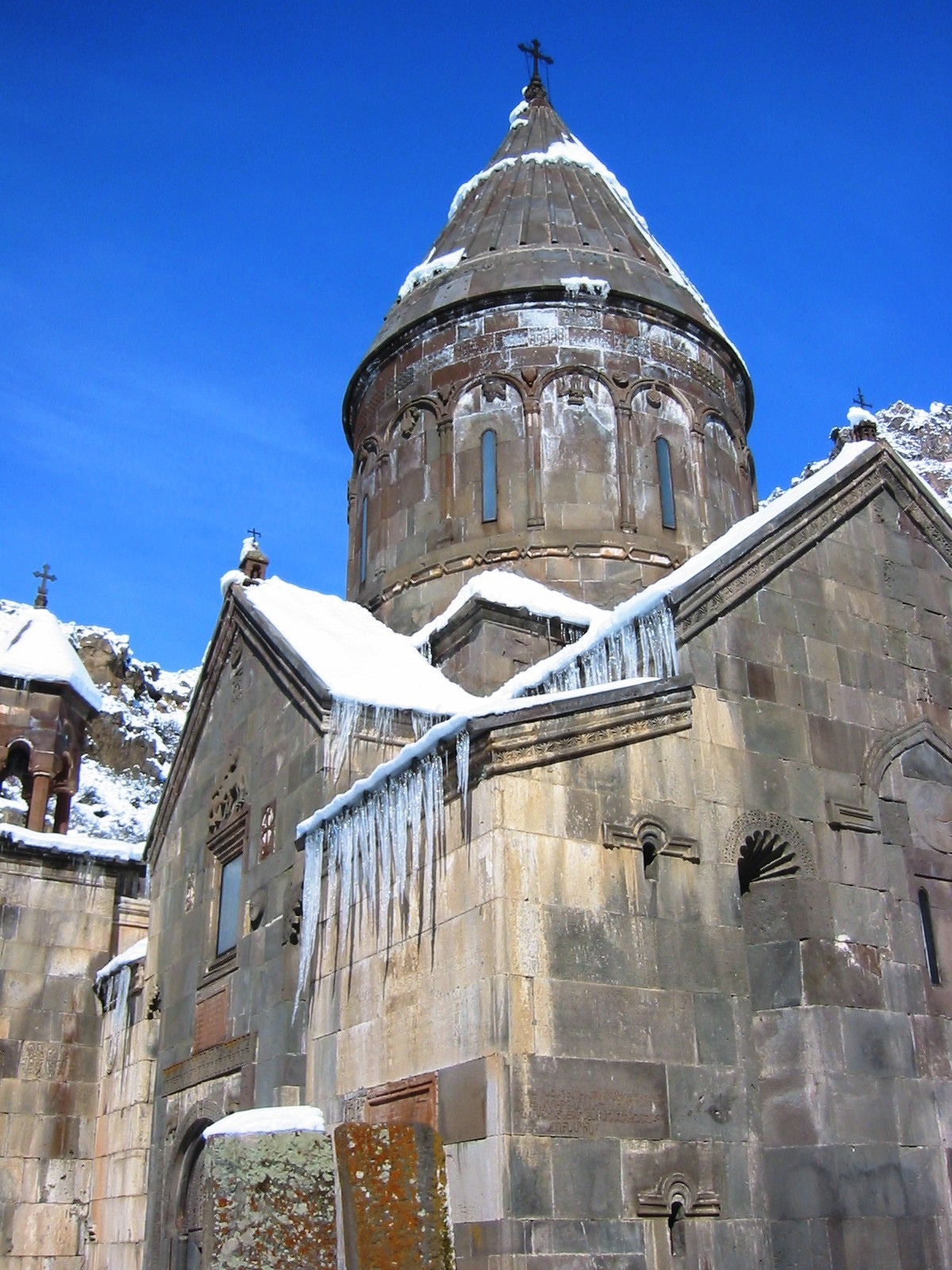
建於1215年的格加爾德修道院

### 繪畫和手抄本
中世紀的亞美尼亞並非一個統一國家，而是由不同的獨立王國構成，這些王國之間常有糾紛，應對外族的政策也大相径庭；因此，當時的亞美尼亞沒有統一的繪畫風格，並出現了不同的独特畫風:52。17世紀時，被流放到伊朗的亞美尼亞人富裕起來；他們開始創作濕壁畫，把自己的畫風帶到東亞美尼亞，又將西方世界和波斯的繪畫藝術與亞美尼亞傳統藝術結合起來:189。
西方的油畫藝術在18世紀傳入亞美尼亞，當時的著名畫家包括伊凡·康斯坦丁諾維奇·艾瓦佐夫斯基、馬爾季羅斯·薩良和哈科布·科焦揚等:770；亞美尼亞的繪畫藝術在19世紀開始興盛，而20世紀的亞美尼亞畫作更是影響到美國紐約的年輕藝術家:64。
手抄本被認為是亞美尼亞重要的文化遺產，但目前最少已有3萬份知名的亞美尼亞手抄本因走私而流出境外。亞美尼亞手抄本可追溯至9世紀:42，而首份被圖書館收錄的是一份歌詠集，在1663年成為伊斯坦布爾一所圖書館的館藏。亞美尼亞手抄本的題材包括宗教和世俗，其中與宗教有關的手抄本包括福音書、宗教詩歌、禱文集、聖人傳記，也有些是記載圣经正典沒有收錄的文獻，如《亞當書》、《摩西史》、《先知之死》等:42；與世俗生活有關的手抄本則以法典、天文、地理等為題材，亦有論文和小說。泥金裝飾手抄本被亞美尼亞教會用作敬奉聖人；15世紀時，亞美尼亞藝術家發展出泥金裝飾手抄本戲劇性的敘事風格。

### 手工藝和雕塑
高加索地區被認為是地毯的起源地，而地毯在今天的亞美尼亞仍然流行，可以在不少亞美尼亞市集購買到；同時，製作地毯的工藝被應用於生產家居用品和服飾:65。由於亞美尼亞的冬季頗為寒冷，因此地毯在亞美尼亞很普及；一般的亞美尼亞地毯為編織品，主要採用黑、紅、棕之類的深色:95。亞美尼亞的手工藝品也包括珠寶和寶石，這些工藝品的設計感染到其他地區的珠寶設計業者:64；亞美尼亞人曾用獅子頭裝飾手镯，並用石珠子造項鏈:33。
在基督教尚未被傳入亞美尼亞時，雕塑主要是用於製作神廟的神像，以金、銀、青銅、木材或石材製成:100；烏拉爾圖時代的亞美尼亞人已懂得在石材上雕刻，作品可以是獨立的藝術品，也可用作裝飾的建築物。
亞美尼亞雕塑本質上是一種基督教藝術:100。基督教傳入後，雕塑主要用於裝飾建築物，後期亦有用於製作聖像、聖經故事場景；當時的亞美尼亞亦有槌子、鏟子等象徵建設教堂工人的雕塑，人物和動物雕塑也常被用於美化市容:100。一些異教神像遭到投擲、锤打、切割等形式的毀壞，但亦有少數的神像得以保留下來:100。木雕和象牙雕刻在亞美尼亞較為罕見，當地最重要的象牙雕刻作品是刻於公元6世紀、從拜占庭進口的埃奇米阿津福音；亞美尼亞最古老的木雕，是塞凡修道院的柱頂雕刻。
目前，亞美尼亞國內有索謝·邁里格:120、列寧:45等歷史人物的雕像，幾乎全國各地的村落和城鎮也有大大小小的雕刻品:64。

### 建築物
亞美尼亞早期的建築風格受到古罗马和拜占庭風格影響，與現代敘利亞北部的建築風格相似。亞美尼亞建築並非完全模仿外地；亞美尼亞人堅持新的建築物依照當地教堂的風格來建成，即使後來受到伊斯兰文化的影響，亞美尼亞人仍只是把伊斯兰建築的風格融入到當地建築中，沒有放棄自身的傳統:93。亞美尼亞早期的教堂用厚重的石材作牆壁，並用砂漿黏合；當地的建築沒有敘利亞房屋的木材屋頂，也不會使用罗马和拜占庭建築物常見的磚塊。亞美尼亞的建築風格影響到格魯吉亞建築，因此亞美尼亞和格魯吉亞的教堂有點相似，但兩者亦有明顯的差異，不易混淆:93。
亞美尼亞的教堂有兩個顯著的特點：首先，亞美尼亞教堂的內部會使用相互交叉的拱（而非支柱）來支撐建築物；早期的亞美尼亞教堂使用石材作拱門，現代興建的教堂則會採用鋼材。其次，亞美尼亞教堂的圓頂為錐形。建於4世紀初、曾兩度被重建的埃奇米阿津主教座堂被譽為亞美尼亞教堂建築的「經典」。
蘇聯時期，亞美尼亞出現了新的建築風格，蘇聯建築師在葉里溫增建了噴水池、廣場、雕像等能彰顯蘇聯光榮和偉大的建築:53；此外，蘇聯政府拆除了亞美尼亞的一些老建築，並興建了共和國廣場等以石灰華建成的建築物:770。蘇聯解體後，亞美尼亞呈現了混合的建築風格，當地既有古舊的石屋，也有蘇聯時期的建設和新建的摩天大樓:53。在亞美尼亞，使用石灰華來興修樓房主要是為了抵禦地震；這種做法在古代的亞美尼亞已經存在，現在更成為了建築物的標準。

### 攝影
在19世紀，亞美尼亞攝影業在君士坦丁堡最為興盛，大量影樓在當地開張，而當時的亞美尼亞攝影作品顯示出亞美尼亞人的歐洲中心主義傾向。蘇聯時期，亞美尼亞攝影師主要負責向外界展示蘇維埃亞美尼亞的成就，因此這時期的亞美尼亞攝影作品大多關於經濟活動，並需接受政府當局的審查:18；蘇聯解體後的亞美尼亞攝影師改為拍攝當地的文化遺產，他們會在攝影作品中把人造的古蹟和文物联繫到自然環境:194。

## 表演藝術

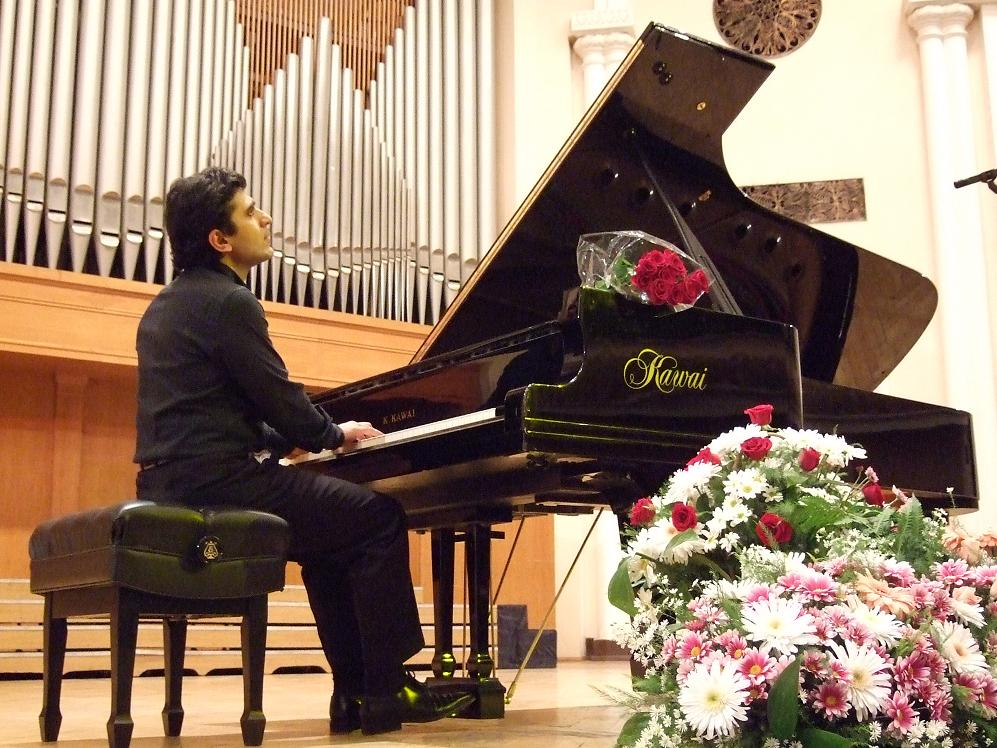
亞美尼亞鋼琴家瓦爾丹·馬米科尼揚 (音樂家)

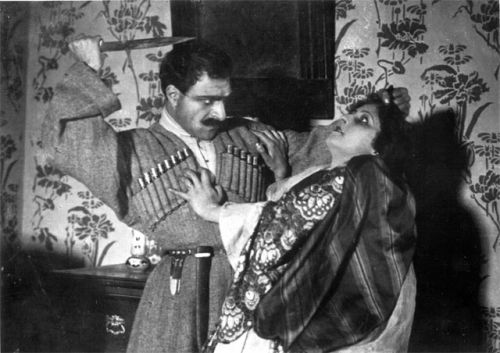
首齣亞美尼亞故事片《榮譽》的劇照

### 音樂
音樂是亞美尼亞文化重要的一部分:66。有考古學證據顯示，亞美尼亞人早於公元前2000年已會使用小型的鐘；基督教傳入亞美尼亞前，亞美尼亞人會使用管樂器和鼓來演奏典禮上的音樂:771。亞美尼亞人在4世紀時開始發展教堂音樂，5世紀時則出現具特色的歌詠；16世紀初，鄂圖曼帝國侵略並併吞亞美尼亞，令當時的亞美尼亞音樂有着哀傷的情感，以回憶過去為題的音樂也在被流放的亞美尼亞人社群中流行起來:771。音樂是亞美尼亞人遭受外族統治時保留民族象徵的重要方式；19世紀時，俄羅斯開始統治亞美尼亞，並在東亞美尼亞引入西方的古典音樂，但亞美尼亞作曲家的創作仍舊具民族特色:771。
19世紀末、20世紀初的亞美尼亞作曲家科米塔斯創作了很多宗教音樂，亦曾收集、研究亞美尼亞各地的民歌；他又把複音音樂和西方的作曲手法引進了亞美尼亞:333。
蘇聯解體後，亞美尼亞的音樂產業因政府資助減少而面臨因難:41；目前，亞美尼亞政府施行一些關於音樂藝術的國家政策，目標包括把亞美尼亞音樂引進到國際社會、保障年輕音樂家有競爭力、提供音樂教育、鼓勵音樂家參與國際賽事等。現在的亞美尼亞既保留傳統的音樂文化，也興起了新式的音樂風格:66；傳統的亞美尼亞民歌一般是以獨特的樂器演奏出來，當代亞美尼亞音樂的風格則主要是爵士樂和流行音樂。亞美尼亞管弦樂團是當地的一個世界級樂團，在埃里溫歌劇院表演:66；此外，亞美尼亞的埃里溫國立科米塔斯音樂學院則培育了不少音樂家。

### 舞蹈和戲劇
亞美尼亞舞蹈是近東地區最古老、最豐富多變的舞蹈；在公元前3至5千年，亞美尼亞的高地有紀錄舞蹈場面的岩畫，而畫中的舞蹈大多有樂器伴奏:65。亞美尼亞舞蹈可分為傳統舞蹈和古典芭蕾兩類：傳統舞蹈中的女舞者大多身穿华丽的服裝，這些服裝通常是基於中世紀宮廷服或農業服裝，而古典芭蕾則是受到俄國學校的影響:37。目前，許多亞美尼亞舞者會到西歐或北美發展事業，令葉里溫的舞蹈人才有所減少:37；亞美尼亞傳統舞蹈在當地不怎麼流行，多數在各類慶典中出現，但一些亞美尼亞僑民仍然懂跳傳統舞蹈:333。
蘇聯時期，亞美尼亞戲劇要負責宣傳國家的意識形態，當時亦有亞美尼亞劇團受邀到莫斯科表演:314；現在的亞美尼亞政府正推行一些關於戲劇藝術的國家政策，如撥款支持、改善表演場所、鼓勵劇團參加國際戲劇節等。

### 電影
首齣亞美尼亞紀錄片《蘇維埃亞美尼亞》攝於1924年，講述亞美尼亞蘇維埃社會主義共和國在工業和農業上的成就、以及一些重大事件；首齣亞美尼亞故事片和喜劇電影則分別為《榮譽》和《紹爾和紹爾紹爾》。
蘇聯時期，亞美尼亞埃里溫設有一所電影製片廠，名為阿爾緬基諾；截至1934年，阿爾緬基諾合共已製作154部政治宣傳電影:38。蘇聯解體後，亞美尼亞政府推行了一些促進電影藝術的國家政策，如引入電影業的競爭機制、發展低預算的電影製作、與外國電影業合作、開設電影學院等；同時，政府支持埃里溫國際電影節等受到國際認可的亞美尼亞影展。亞美尼亞電影業的發展受到經濟危機和法制不完善等問題阻礙，但亞美尼亞新一代的製作人能夠適應這些情況，無須過分依賴政府的援助；1990年代起，亞美尼亞製作人會自資製作電影。
到了21世紀，政治氛圍的改善對製作亞美尼亞大屠殺紀錄片有正面作用，電影《舒特拉的名單》也令亞美尼亞導演萌生用紀錄片呈現大屠殺的念頭；亞美尼亞導演艾湯·伊高揚曾慨嘆關於亞美尼亞大屠殺的歷史片不多，並因此製作英語紀錄片《A級控訴》:300。

## 民俗

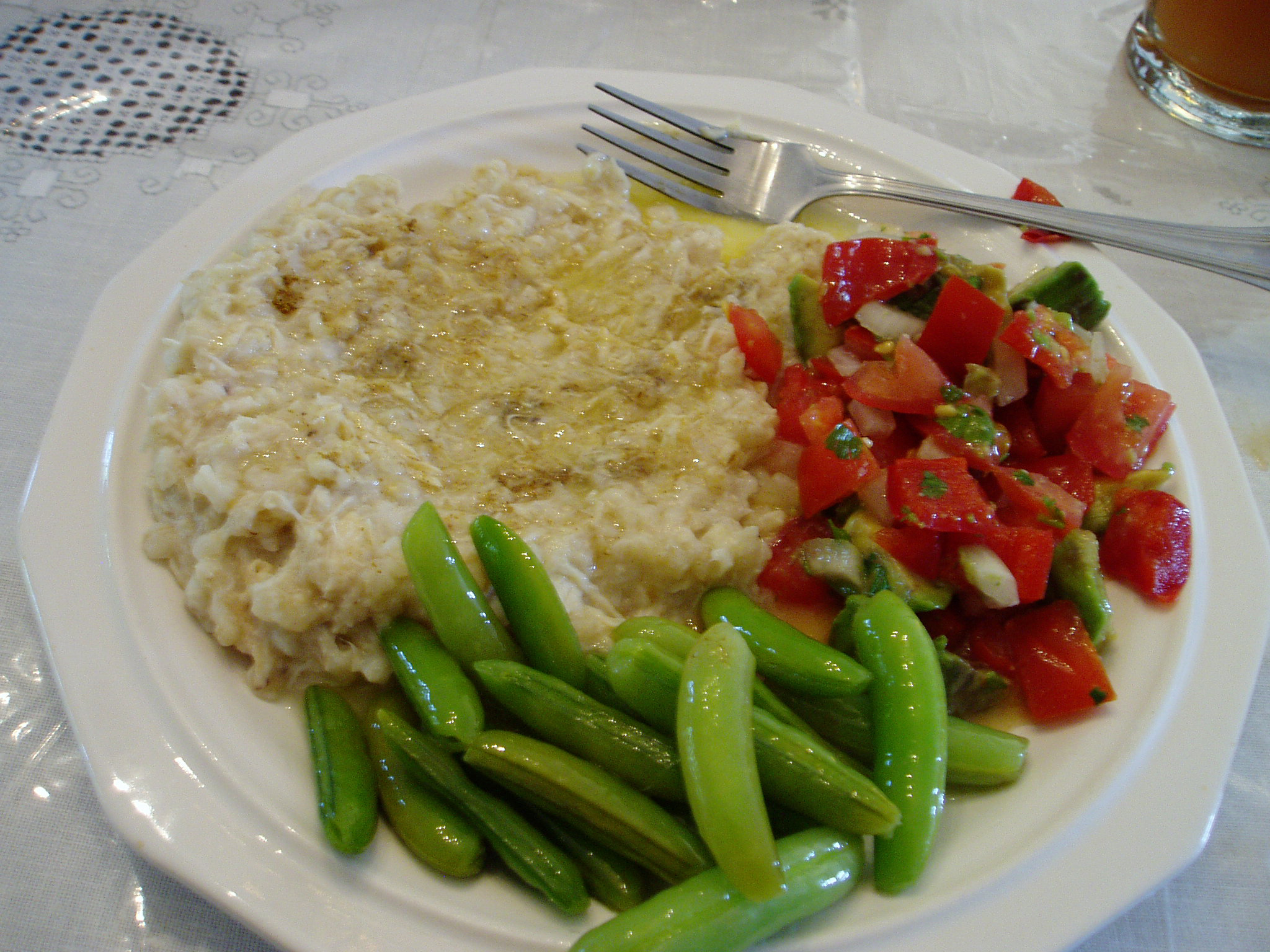
亞美尼亞名菜哈里薩與一些蔬菜

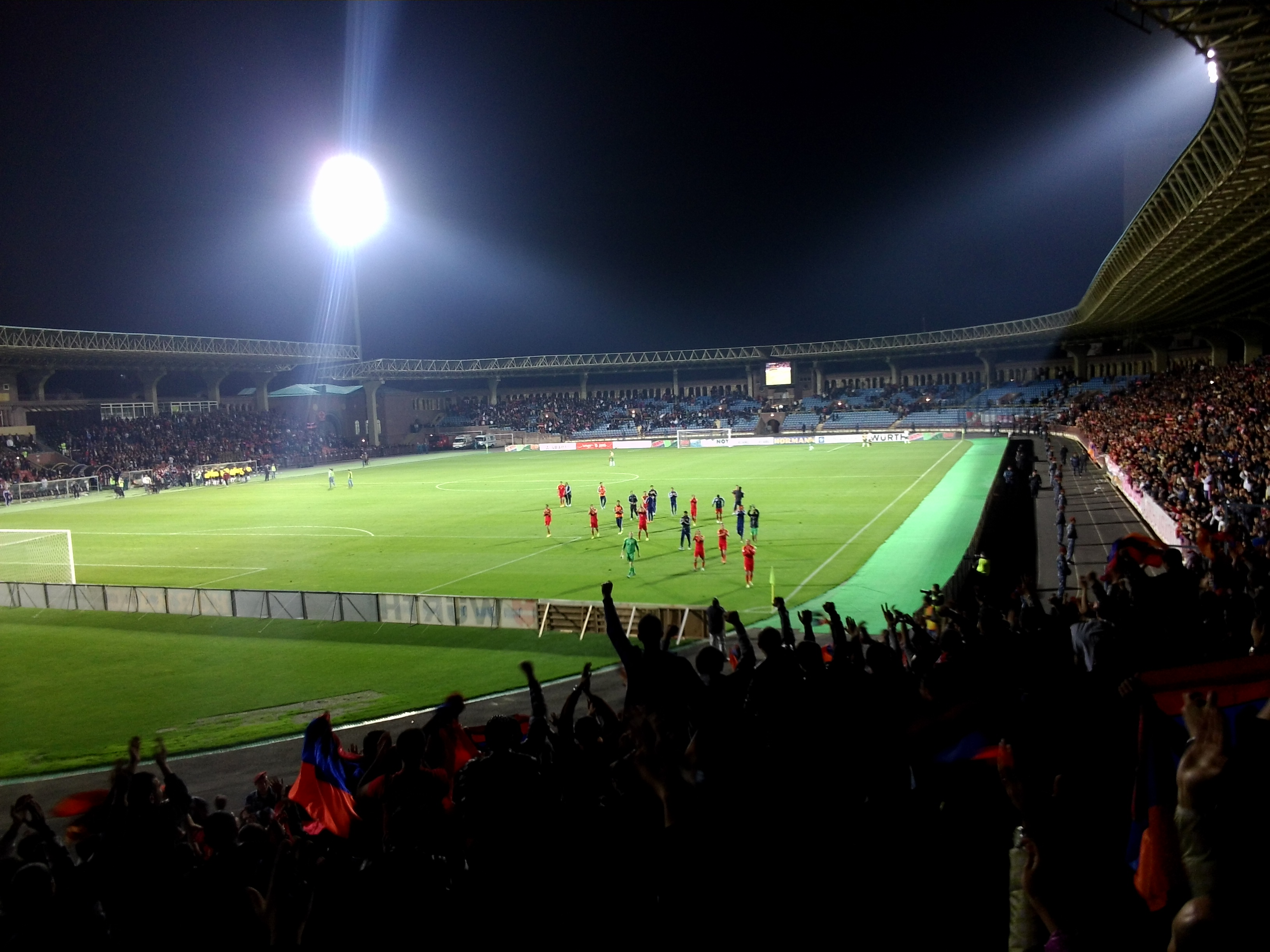
一場亞美尼亞對保加利亞的足球比賽

### 飲食
亞美尼亞菜包括新鮮沙律、亞美尼亞脆餅麵包等，結合了阿拉伯菜、俄國菜、希臘菜以及波斯菜的元素，亦對意大利飲食文化帶來影響:143；亞美尼亞菜餚的味道取決於材料的品質和新鮮程度，並大量使用水果和堅果。亞美尼亞的地理环境便於飼養羊隻，因此亞美尼亞人喜愛吃羊肉；亞美尼亞人喝酒的传统习惯是以牛角盛酒，進餐時則會用手抓饭。
亞美尼亞人的日常飲食以麵食为主，早餐大多是一杯咖啡及一塊塗上果醬的麵包，而居於農村的亞美尼亞人喜歡以山區特產的乳酪作為早餐；午餐份量較少，晚餐的前菜包含蔬菜、奶酪、香腸切片、沙律、麵包材料，第一道菜一般為湯，主菜則可能是肉類或魚類（或兩者皆有）。傳統的亞美尼亞式晚餐必定有水果及甜品，再加上咖啡和甜點。

### 體育
足球和國際象棋均是亞美尼亞最普及的体育运动。亞美尼亞在國際足球賽事中很是活躍，並在不同的足球組織取得會員資格；國際象棋是亞美尼亞的傳統競技，截至2013年9月，亞美尼亞在世界國際象棋聯合會中排行第四:55。摔跤和舉重是亞美尼亞在奧運會的強項；亞美尼亞在1996年首次以獨立國家身份參與夏季奧林匹克運動會，截至2010年，亞美尼亞合共在奧運會取得1面金牌、1面銀牌和7面銅牌:35。
蘇聯時期，不同類別的体育运动均得到發展，亞美尼亞人投放在體育上的時間愈來愈多:88；蘇聯解體後，亞美尼亞的体育設施雖然正在增加，但仍然不足:125。亞美尼亞政府推行不同的政策（如舉辦年度運動會），以促進體育運動的發展，並設有直接向政府內閣負責的「國家体育文化及運動委員會」；2001年中，亞美尼亞開始實施《体育文化法》，制定國家体育政策的基本原則，並規管政府或非政府的体育組織:31。

### 宗教
公元1世紀時，使徒巴多罗买和猶達·達陡把基督教傳到亞美尼亞。後來，使徒格列高利用神蹟治癒了亞美尼亞阿薩希德王朝國王梯里達底三世的不治之症，並使他成為基督徒；梯里達底三世在公元301年奉基督教為官方宗教，並建立亞美尼亞教會，亞美尼亞因此成為首個以基督教為國教的國家。公元451年，波斯人對亞美尼亞人發動戰爭，企圖消滅基督教，亞美尼亞主教因此拒絕出席於安那托利亞舉行的迦克墩公會議；公元553至555年，亞美尼亞主教拒絕執行迦克墩公會議所確立的法令，亚美尼亚使徒教会因此分裂為羅馬教會和拜占庭教會（即亞美尼亞禮天主教會與亚美尼亚使徒教会）。今天，這兩大派別在基督論上的差異幾乎全部已透過協議解決，兩派的傳統禮儀實質上亦相同。
蘇聯時期，亞美尼亞的宗教活動受到限制：政府禁止組織18歲以下人士到教堂研習宗教，全國教堂被收歸國有，教會部分權力也被剝奪:92。

根據亞美尼亞官方的統計數據，77%的亞美尼亞人口信奉亞美尼亞使徒教會，14%人口不信奉任何宗教，其餘9%的人口則信奉天主教、浸信宗、摩門教、猶太教、巴哈伊信仰等其他宗教；亞美尼亞的註冊宗教組織包括亞美尼亞使徒教會、天主教會、東正教會、聶斯脫里教教會、普世教會合一運動、猶太教社群、異教社群、2個瑣羅亞斯德教組織、4個新教教會、伊斯蘭教以及6個新興宗教組織:58。

### 服裝
傳統的亞美尼亞服裝文化受當地極端、多變的氣候影響，人民的衣飾與庫爾德人和伊朗人的相似，衣服的物料多在本地生產；不論是在東部還是西部的服裝文化相似，亞美尼亞男士一般會穿着襯衣和長褲，婦女常穿長裙，居於市區的亞美尼亞婦女則比較喜歡歐式的刺繡:31, 34–37。東、西部亞美尼亞人穿的帽子卻不盡相同：東部亞美尼亞人通常會戴上毛皮造的帽子，西部亞美尼亞人所戴的帽子則是紡織或編織而成。
亞美尼亞落入伊斯蘭教統治者的手上時，當地人民被迫穿上指定色彩的鞋子；此外，過去的亞美尼亞人曾用金屬大头针固定身上的衣服:33。亞美尼亞的企業家在19世紀開始生產絲綢，有人更派遣自己的兒子到巴黎學習使用絲綢的技巧:31, 35。傳統的亞美尼亞服裝色彩繽紛，形態也較為多變。
在亞美尼亞，很多桌布、內褲等紡織品都帶有具當地特色的針繡花邊，圖案主要是花朵等植物；到了今天，針繡花邊在亞美尼亞仍然是一門備受欣賞的藝術，並繼續傳承下去:36。